# 蓝河 (科罗拉多州)
蓝河（英語：Blue River），是美国科罗拉多州萨米特县下属的一座城市。建市于1905年5月17日，面积大约为2.615平方英里（6.773平方公里）。根据2010年美国人口普查，该市有人口849人。2011年估计该市有人口848人，相比2010年人口增长率为-0.12%。同时，论人口该市是科罗拉多州第158大城市。